# Victor Găureanu
Victor Dan Găureanu (Nicolae Bălcescu, 15 de noviembre de 1967-Craiova, 20 de mayo de 2017) fue un deportista rumano que compitió en esgrima, especialista en la modalidad de sable.
Ganó dos medallas de bronce en el Campeonato Mundial de Esgrima, en los años 1994 y 2001, y dos medallas en el Campeonato Europeo de Esgrima de 1999.
Participó en dos Juegos Olímpicos de Verano, ocupando el cuarto lugar en Barcelona 1992 y el cuarto en Sídney 2000, en la prueba por equipos.

## Palmarés internacional
| Campeonato Mundial | Campeonato Mundial | Campeonato Mundial | Campeonato Mundial |
| Año                | Lugar              | Medalla            | Prueba             |
| ------------------ | ------------------ | ------------------ | ------------------ |
| 1994               | Atenas (Grecia)    | Medalla de bronce  | Sable por equipos  |
| 2001               | Nimes (Francia)    | Medalla de bronce  | Sable por equipos  |
| Campeonato Europeo |                    |                    |                    |
| Año                | Lugar              | Medalla            | Prueba             |
| 1999               | Bolzano (Italia)   | Medalla de plata   | Sable por equipos  |
| 1999               | Bolzano (Italia)   | Medalla de bronce  | Sable individual   |